# كين كروجر
كين كروجر (بالإنجليزية: Ken Krueger)‏ هو ناشر أمريكي، ولد في 7 أكتوبر 1926 في بوفالو في الولايات المتحدة، وتوفي في 21 نوفمبر 2009 في لوكبورت في الولايات المتحدة.